# John Wilkins
John Wilkins (Fawsley, 14 febbraio 1614 – Chester, 19 novembre 1672) è stato uno scrittore, religioso e filosofo naturalista britannico, fondatore dell'Invisible College e tra i fondatori della Royal Society, e vescovo di Chester dal 1668 alla sua morte.
Fu prelato anglicano e fu tra i protagonisti dell'organizzazione della ricerca scientifica a Oxford e Londra.

## Biografia
Laureatosi ad Oxford nel 1634, intraprese la carriera ecclesiastica e fu precettore di Carlo I Luigi del Palatinato, nipote di Carlo I d'Inghilterra e futuro Elettore palatino di Renania.
Vescovo di Chester, fu rettore del Wadham College di Oxford, dove istituì un laboratorio; venne eletto segretario della Royal Society nel 1662. Scrisse numerose opere di cosmologia e un trattato in cui vengono descritti prodigi meccanici. Il suo romanzo protofantascientifico The Discovery of a World in the Moone, un viaggio immaginario con lo scopo di promuovere e divulgare le idee astronomiche, descrive uno dei primi viaggi sulla Luna.
È noto soprattutto per aver proposto una crittografia e una delle lingue artificiali più celebri del XVII secolo, i cui principi vennero esposti nel trattato Mercury, or The Secret and Swift Messenger (1641), il primo libro in lingua inglese sulla crittografia. Nell'opera An Essay towards a Real Character and a Philosophical Language propose un nuovo linguaggio universale per l'uso dei filosofi.

## Opere
(elenco parziale)

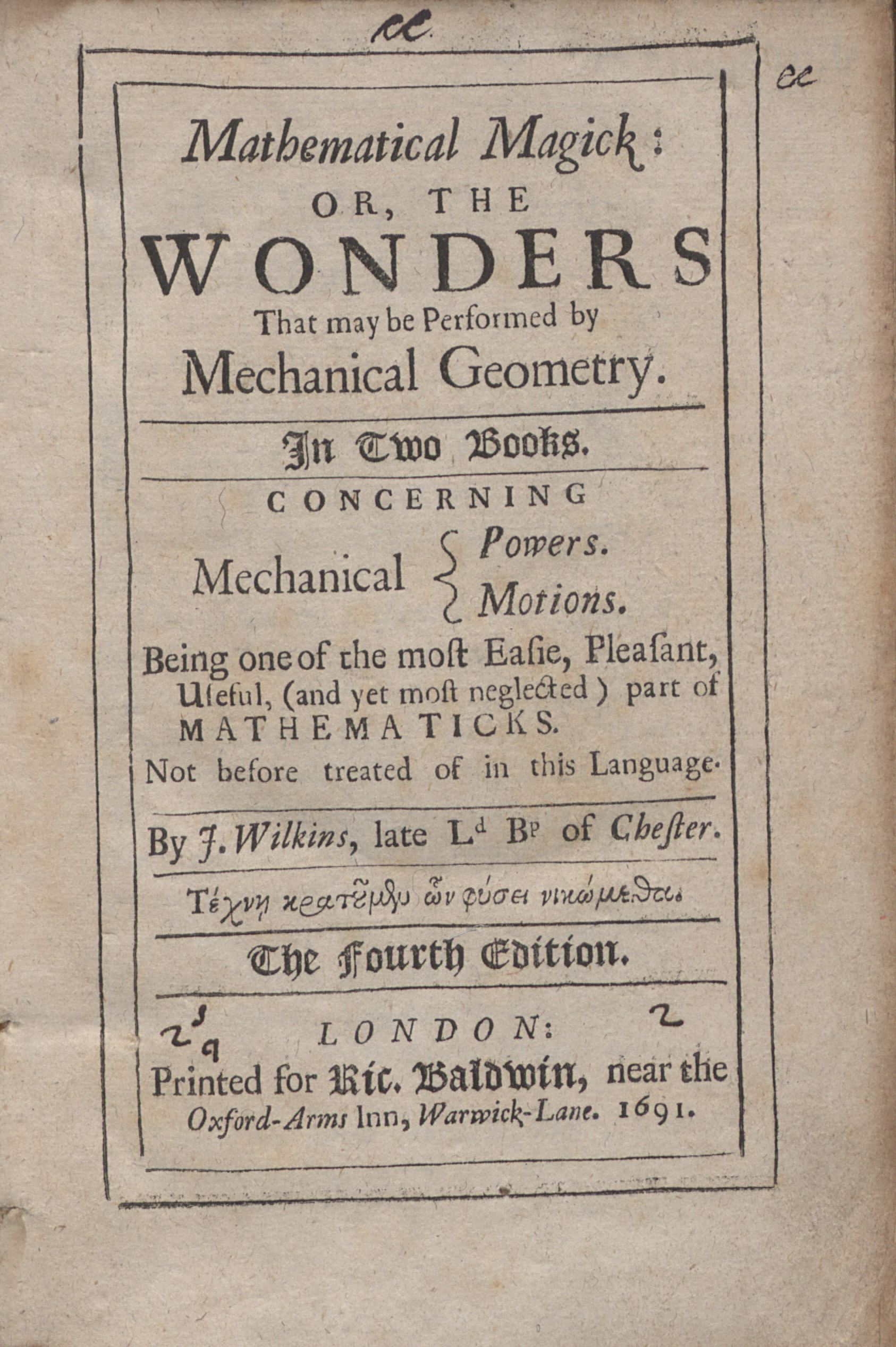
Mathematicall magick, 1691

- The Discovery of a World in the Moone (1638)[2][3]
- A Discourse Concerning a New Planet (1640)
- Mercury, or the Secret and Swift Messenger (1641)
- Ecclesiastes (1646)
- Mathematical Magick (1648)
  - (EN) John Wilkins, Mathematicall magick, London, Richard Baldwin, 1691. URL consultato il 15 giugno 2015.
- A Discourse Concerning the Beauty of Providence (1649)
- A discourse concerning the gift of prayer: shewing what it is, wherein it consists and how far it is attainable by industry (1651)
- Vindiciae academiarum (1654), con Seth Ward
- An Essay towards a Real Character and a Philosophical Language (1668)
- Of the Principles and Duties of Natural Religion, Londra, 1675.[4]